# Ɵ̂
Cette page contient des caractères spéciaux ou non latins. S’ils s’affichent mal (▯, ?, etc.), consultez la page d’aide Unicode.
Ɵ̂ (minuscule : ɵ̂), appelé O barré accent circonflexe, est une lettre utilisé dans l’écriture du dan au Liberia. Il a été utilisé dans la romanisation du minnan swatow au xixe siècle.
Elle est formée de la lettre O barré diacritée d’un accent circonflexe.

## Utilisation
Le ɵ̂ a été utilisé par Adele Marion Fielde pour la transcription du minnan swatow dans un livre d’apprentissage du swatow publié en 1878,.

## Représentations informatiques
Le O barré accent circonflexe peut être représente avec les caractères Unicode suivants :
- décomposé (latin étendu B, alphabet phonétique international, diacritiques) :

| formes    | représentations | chaînes de caractères | points de code | descriptions                                                          |
| --------- | --------------- | --------------------- | -------------- | --------------------------------------------------------------------- |
| capitale  | Ɵ̂               | Ɵ◌̂                    | U+019F U+0302  | lettre majuscule latine o tilde médian diacritique accent circonflexe |
| minuscule | ɵ̂               | ɵ◌̂                    | U+0275 U+0302  | lettre minuscule latine o barré diacritique accent circonflexe        |